# Jarra East

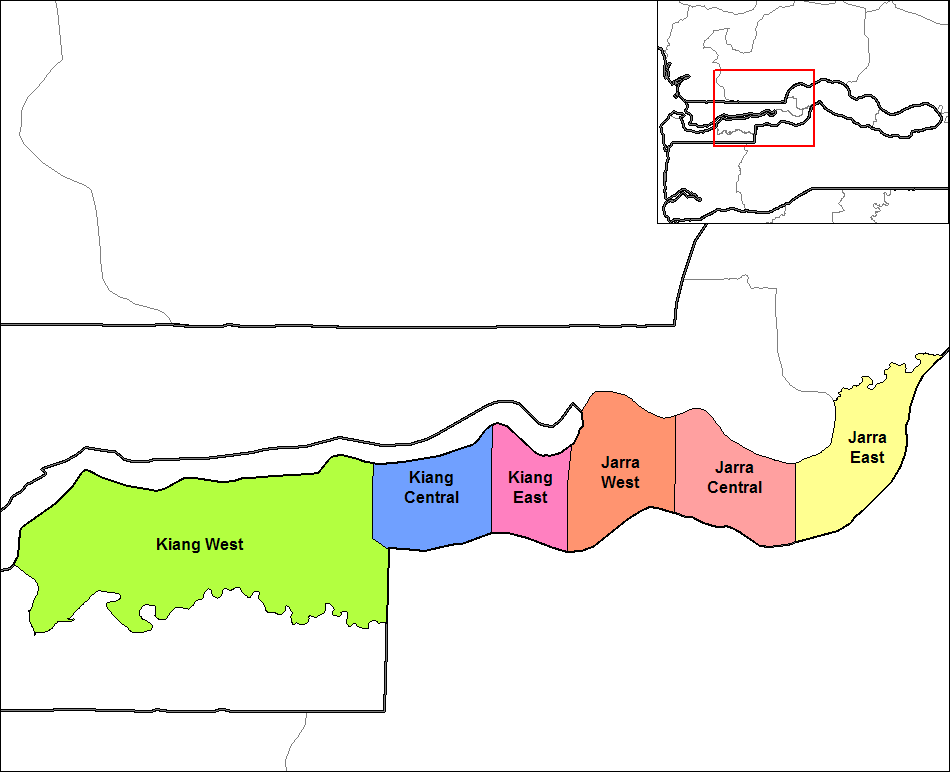
Districten van Lower River Division.

Jarra East is een van de zes districten van de Lower River-divisie van Gambia.
Jarra Central · Jarra East · Jarra West · Kiang Central · Kiang East · Kiang West